# Tony Doyle (Radsportler)
Anthony „Tony“ Paul Doyle (* 19. Mai 1958 in Ashford; † 30. April 2023) war ein britischer Radrennfahrer.

## Sportliche Laufbahn
1978 gewann Tony Doyle Bronze in der Einer- sowie der Mannschaftsverfolgung bei den Commonwealth Games in Edmonton. Mit der britischen Mannschaft belegte er in der die Mannschaftsverfolgung bei den Olympischen Sommerspielen 1980 in Moskau den fünften Platz. Obwohl er Britischer Meister in der Einerverfolgung war, wurde er nicht für diese Disziplin nominiert. Daraufhin wurde er Profi (bis 1995).
Nach seinem Übertritt zu den Profis wurde Doyle 1980 und ein weiteres Mal 1986 Weltmeister in der Einerverfolgung. Mehrfach belegte er in den folgenden Jahren in dieser Disziplin zweite und dritte Plätze bei Bahn-Weltmeisterschaften. 1987 wurde er zudem Vize-Weltmeister im Punktefahren. Hauptsächlich verlegte er sich allerdings auf Sechstagerennen, von denen er 136 bestritt. 23 konnte er gewinnen, 19 davon gemeinsam mit Danny Clark. Er gewann 1993 das Rennen The Golden Wheel, ein traditionsreiches internationales Bahnrennen in London. Während seiner Karriere hatte er zwei schwere Stürze, die er wundersamerweise überlebte. Es war auch ein schwerer Sturz, der ihn zur Aufgabe des Radsportes zwang.

## Berufliches
Im Dezember 1995 wurde er zum Präsidenten der British Cycling Federation gewählt. Er war als Reiseorganisator tätig und organisierte Radrennen. Für 2010 plante er ein Sechstagerennen für London, das aber mangels Sponsoren abgesagt werden musste.

## Ehrungen
1980 wurde Tony Doyle mit dem „Bidlake Memorial Prize“ ausgezeichnet; 1989 zum MBE ernannt. 2009 wurde er in die British Cycling Hall of Fame aufgenommen.